# Teagueia zeus
Teagueia zeus là một loài thực vật có hoa trong họ Lan. Loài này được (Luer & Hirtz) O.Gruss & M.Wolff mô tả khoa học đầu tiên năm 2007.